# Robin Cook (scrittore)
Robin Cook (New York, 4 maggio 1940) è un medico e scrittore statunitense, affermato autore di gialli, è considerato il padre dei thriller medici, e cioè dei gialli di argomento scientifico-biologico.

## Biografia
Si è laureato in medicina alla Columbia University e specializzato ad Harvard. Decise di abbandonare la professione dopo aver scoperto che in un ospedale in cui lavorava la cartella clinica di un paziente ricoverato da tre settimane non era stata ancora letta. Cominciò così a scrivere thriller per divulgare i maggiori problemi della sanità e della ricerca medica, temi che altrimenti non avrebbero appassionato. Dopo un primo tentativo con Year of the Intern, ottiene successo con Coma dal quale viene tratto il film Coma profondo, interpretato da Michael Douglas. 
Cook ha scritto una trentina di libri che hanno ispirato anche altri film, tutti tradotti in italiano tranne il primo. Nei suoi romanzi Cook affronta diverse tematiche: dall'ingegneria genetica alle intossicazioni alimentari, dall'inquinamento chimico alla clonazione umana e qualcuno dei suoi lavoro appartiene al filone della fantascienza. 

Ha venduto in tutto il mondo oltre 100 milioni di copie. Cook scrive i suoi libri con l'assistenza di altri medici e specialisti della professione.

## Opere
Romanzi singoli
- 1972: Year of the Intern
- 1977: Coma (Coma)
- 1979: L'ombra del faraone (Sphinx)
- 1981: Cervello (Brain)
- 1982: Febbre (Fever)
- 1983: Al posto di Dio (Godplayer)
- 1985: Sotto controllo (Mindbend)
- 1988: Progetto di morte (Mortal Fear)
- 1989: La mutazione (Mutation)
- 1990: Sonno mortale (Harmful Intent)
- 1993: Vite in pericolo (Fatal Cure)
- 1993: Morbo (Terminal)
- 1996: Alterazioni (Acceptable Risk)
- 1997: Invasion (Invasion)
- 1998: Sindrome fatale (Toxin)
- 2000: Esperimento (Abduction)
- 2001: Shock (Shock)
- 2003: La cavia (Seizure)
- 2013: In caso di morte (Death Benefit)
- 2013: Nano
- 2014: Cell
- 2015: Host
- 2017: Charlatans

Serie Marissa Blumenthal
1. 1987: Contagio (Outbreak)
2. 1991: Segni di vita (Vital Signs)

Serie Stapleton e Montgomery
1. 1992: Sguardo cieco (Blindsight)
2. 1995: Epidemia (Contagion)
3. 1997: Cromosoma 6  (Chromosome 6)
4. 1999: Vector, minaccia mortale (Vector)
5. 2005: Marker, segnali d'allarme (Marker)
6. 2006: Crisi mortale (Crisis)
7. 2007: Fattore di rischio (Critical)
8. 2008: Corpo estraneo (Foreign Body)
9. 2011: Il segreto delle ossa (Intervention)
10. 2012: La cura (Cure)
11. 2018: Pandemic